# Teoria do calor
Na história da ciência, a teoria do calor ou teoria mecânica do calor era uma teoria, introduzida predominantemente em 1824 pelo físico francês Sadi Carnot, que calor e trabalho mecânico são equivalente. Isto é relacionado ao equivalente mecânico do calor. No século seguinte, com a introdução da segunda lei da termodinâmica em 1850 por Rudolf Clausius, esta teoria desenvolveu-se na ciência da termodinâmica. Em 1851, no seu "On the Dynamical Theory of Heat" (Sobre a Teoria Dinâmica do Calor), William Thomson esboçou a visão, baseada em recentes experimento tal como aqueles de James Joule, que “o calor não é uma substância, mas uma forma dinâmica de efeito mecânico, nós percebemos que há mais equivalência entre trabalho e calor, como entre causa e efeito.”.
Nos anos que se seguiram, a expressão "teoria dinâmica do calor" lentamente evoluiu na nova ciência da termodinâmica. Em 1876, por exemplo, o engenheiro civil estadunidense Richard Sears McCulloch, em seu Tratado sobre uma Teoria Mecânica do Calor, estabeleceu que: “a teoria mecânica do calor, algumas vezes chamada termodinâmica, é este ramo da ciência que trata dos fenômenos do calor como efeito de movimento e posição.”
Este termo foi usado no século XIX para descrever um número de leis, relações, e fenômenos experimentais em relação ao calor; tais como termometria, calorimetria, combustão, calor específico, e discussões como sobre a quantidade de calor liberada ou absorvida durante a expansão ou compressão de um gás, etc. Uma das mais famosas publicações, nesta direção, foi o livro Teoria do Calor (Theoru of Heat), do físico escocês James Clerk Maxwell, o qual apresentou ao mundo o conceito do demônio de Maxwell, entre outros. Outro famoso artigo, precedido este, é o artigo de 1850 On the Motive Power of Heat, and on the Laws which can be deduced from it for the Theory of Heat do físico e matemático germânico Rudolf Clausius no qual o conceito de entropia iniciou a tomar forma.
O termo “teoria do calor”, sendo associado com qualquer movimento vibratório ou energia, foi geralmente usado em contraste à teoria calórica, a qual via o calor como um fluido ou um gás sem peso apto a mover-se para dentro e para fora de poros em sólidos e no espaço entre os átomos. Em um jornal de 1807 de Nicholson, como um exemplo, nós encontramos: “…é bem conhecido que Conde Rumford adere à velha teoria do calor sendo simplesmente o movimento vibratório de partículas em corpos.”.